# فرناندو فيرايرا أوليفاريس
فرناندو فيرايرا أوليفاريس هو سياسي مكسيكي، ولد في 22 يوليو 1963 في Xalatlaco ‏ في المكسيك. نشط حزبياً في الحزب الثوري المؤسساتي. وقد انتخب عضو مجلس النواب المكسيك ‏.